# Вазописець Долона

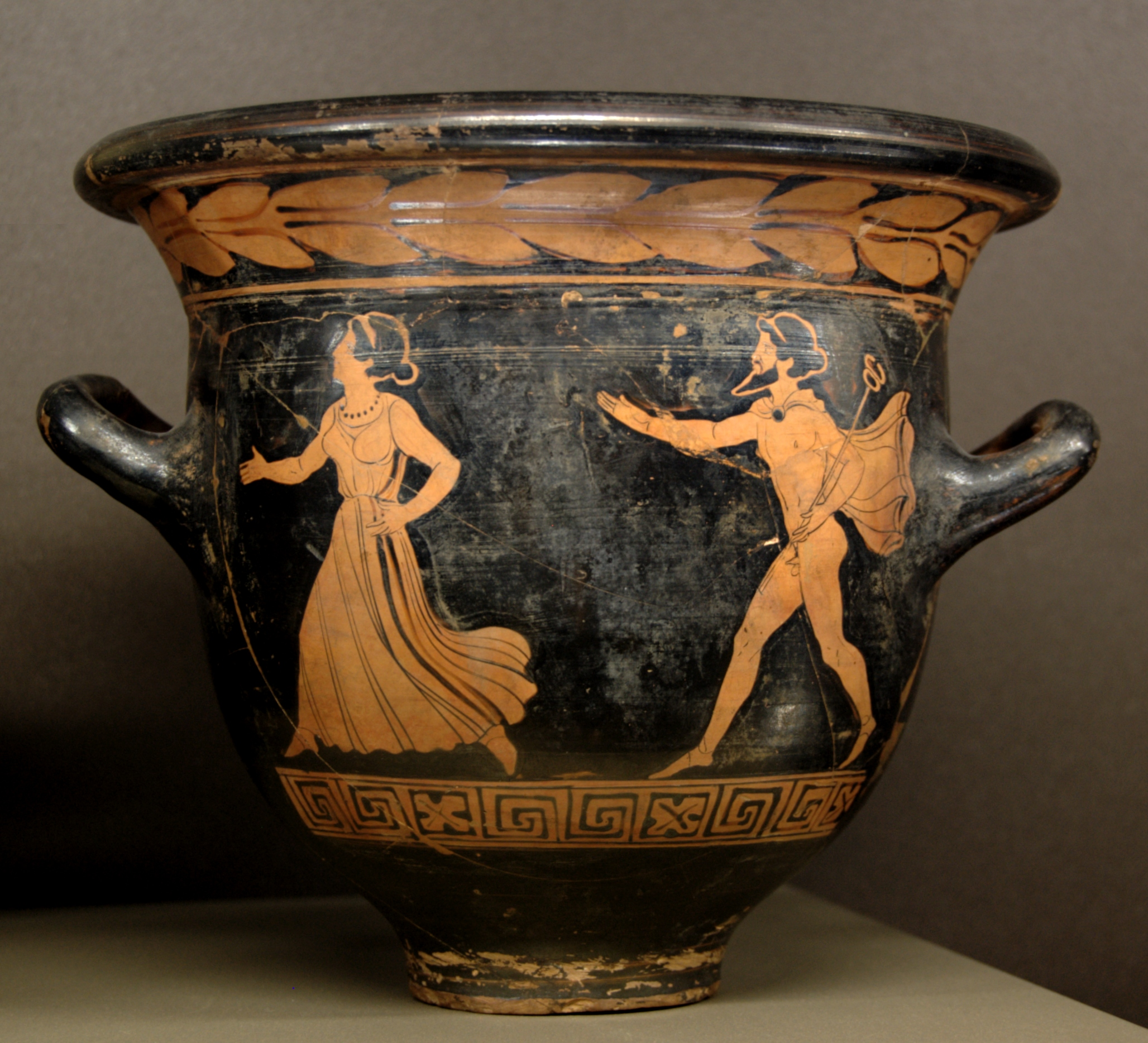
Гермес переслідує Герсу, кратер із Ноли, Вазописець Долона

Вазописець Долона — анонімний давньогрецький вазописець, один з перших і найдосконаліших луканійських митців. Працював також у Метапонті в першій чверті IV століття до н. е.
Його роботи зберігаються у Британському музеї, Національному археологічному музеї в Неаполі та Кабінеті медалей в Парижі. Дослідники вважають, що манера Вазописця Долона сформувалась під впливом його сучасника Тарпорлійського вазописця.
Іменна ваза майстра — луканійський кратер-кілікс, на якому на стороні А Одіссей (ліворуч) та Діомед (праворуч) в засідці на Долона. На стороні В дві жінки пропонують вінки двом юнакам. Знайдені у Пістіччі. Нині зберігається у Британському музеї, Лондон.
Серед інших відомих робіт:
- кратер із Ноли Гермес переслідує Герсу, Лувр, Париж
- кілікс-кратер Суд Паріса, нині у Кабінеті медалей, Париж
- кілікс-кратер зі сценою: Одіссей і Тиресій у царстві мертвих, ліворуч Еврілох, Кабінет медалей, Париж
- дзвоноподібний кратер: Дари Медеї Креусі, з Апулії, Лувр, Париж.
- несторида: Смерть Актеона, з Басілікати, Британський музей, Лондон.